# Шеміновське
Шеміно́вське (каз. Шеминов) — село у складі Костанайського району Костанайської області Казахстану. Входить до складу Майкольського сільського округу.
Населення — 623 особи (2021; 654 у 2009, 661 у 1999, 506 у 1989).
У радянські часи село називалось Шеміновський.